# رحیم‌لی (گران‌بوی)
رحیم‌لی (به لاتین: Rəhimli) یک منطقه مسکونی در جمهوری آذربایجان است که در شهرستان گران‌بوی واقع شده است. رحیم‌لی ۱۰۰۰ نفر جمعیت دارد.